# 2016년 하계 올림픽 배구 남자
2016년 하계 올림픽 남자 배구 경기는 브라질 리우데자네이루에서 8월7일부터 21일까지 열렸다. 브라질 대표팀이 결승에서 이탈리아를 이기고 금메달을 땄다. 동메달은 러시아를 이긴 미국 대표팀에게 돌아갔다.

## 예선
예선을 거쳐 국가 올림픽 위원회별로 한 팀씩 총 12팀이 본선에 참가했다.
남자 배구 예선 통과 국가 목록이다.
| 본선 진출 자격         | 날짜                  | 장소                  | 할당 | 국가       |
| ---------------------- | --------------------- | --------------------- | ---- | ---------- |
| 주최국                 | 2009년 10월2일        | 덴마크 코펜하겐       | 1    | 브라질     |
| 2015년 월드컵 1-2위    | 2015년 9월8~23일      | 일본                  | 2    | 미국       |
| 2015년 월드컵 1-2위    | 2015년 9월8~23일      | 일본                  | 2    | 이탈리아   |
| 남미 대표              | 2015년 10월9~11일     | 베네수엘라 마이케티아 | 1    | 아르헨티나 |
| 유럽 대표              | 2016년 1월5~10일      | 독일 베를린           | 1    | 러시아     |
| 북중미 대표            | 2016년 1월8~10일      | 캐나다 에드몬턴       | 1    | 쿠바       |
| 아프리카 대표          | 2016년 1월7~12일      | 콩고 브라자빌         | 1    | 이집트     |
| 아시아·오세아니아 대표 | 2016년 5월28일~6월5일 | 일본 도쿄             | 1    | 이란       |
| 세계 예선1 상위팀      | 2016년 5월28일~6월5일 | 일본 도쿄             | 3    | 폴란드     |
| 세계 예선1 상위팀      | 2016년 5월28일~6월5일 | 일본 도쿄             | 3    | 프랑스     |
| 세계 예선1 상위팀      | 2016년 5월28일~6월5일 | 일본 도쿄             | 3    | 캐나다     |
| 세계 예선2 1위         | 2016년 6월3~5일       | 멕시코 멕시코시티     | 1    | 멕시코     |
| 합계                   | 합계                  | 합계                  | 12   |            |

## 본선 조편성
2015년 10월 세계 순위를 기준으로 해서 12개 팀을 서펀틴 방식으로 두개 조로 나누어 편성했다. 서펀틴 방식은 상위 2개 팀을 같은 조에 배정하고 그 아래 순위 2팀은 다른 조에 배정하는 식으로 조를 나누는 것이다. 하지만 주최국인 브라질은 순위와 상관 없이 A조에 1번 시드를 받았다. 조 편성은 2016년 6월6일 확정됐다. 괄호안의 숫자는 세계 순위다.
| A조             | B조            |
| --------------- | -------------- |
| 브라질 (개최국) | 폴란드 (2)     |
| 이탈리아 (4)    | 러시아 (3)     |
| 미국 (5)        | 아르헨티나 (6) |
| 캐나다 (10)     | 이란 (8)       |
| 프랑스 (10)     | 쿠바 (15)      |
| 멕시코 (24)     | 이집트 (17)    |

## 조별 예선
12개국 팀이 두 조로 나뉘어 리그전을 펼친 뒤, 각조 상위 4개 팀이 8강에 진출한다. 3-0 또는 3-1로 이기면 승점 3점, 3-2로 이기면 승점 2점, 2-3으로 지면 승점 1점이 부여된다. 0-3 또는 1-3으로 지면 승점이 없다.

### A조 순위표
| 순위 | 팀         | 경기 | 승리 | 패배 | 승점 | 얻은 세트 | 잃은 세트 | 세트 득실 | 얻은 점수 | 잃은 점수 | 점수 득실 | 통과 |
| ---- | ---------- | ---- | ---- | ---- | ---- | --------- | --------- | --------- | --------- | --------- | --------- | ---- |
| 1    | 이탈리아   | 5    | 4    | 1    | 12   | 13        | 5         | 2.600     | 432       | 375       | 1.152     | 8강  |
| 2    | 캐나다     | 5    | 3    | 2    | 9    | 10        | 7         | 1.429     | 378       | 378       | 1.000     | 8강  |
| 3    | 미국       | 5    | 3    | 2    | 9    | 10        | 8         | 1.250     | 419       | 405       | 1.035     | 8강  |
| 4    | 브라질 (H) | 5    | 3    | 2    | 9    | 11        | 9         | 1.222     | 467       | 442       | 1.057     | 8강  |
| 5    | 프랑스     | 5    | 2    | 3    | 6    | 8         | 9         | 0.889     | 386       | 367       | 1.052     |      |
| 6    | 멕시코     | 5    | 0    | 5    | 0    | 1         | 15        | 0.067     | 283       | 398       | 0.711     |      |

### A조 경기 일정
- (경기장: 브라질 리우데자네이루, 히나시우 두 마라카나지우. 시간은 브라질 현지 기준이며 한국 시간은 이보다 12시간 빠름.)[6]

| 2016년 8월 7일 09:30 | 이탈리아                | 3-0 | 프랑스 | 경기장: 마라카낭지뉴 관중: 4,456 심판: 에르냔 카사미켈라 데니 세스페데스 |
| 2016년 8월 7일 09:30 | ( 25-20, 25-20, 25-15 ) |     |        | 경기장: 마라카낭지뉴 관중: 4,456 심판: 에르냔 카사미켈라 데니 세스페데스 |
| 2016년 8월 7일 09:30 | 기록지 상세 통계        |     |        | 경기장: 마라카낭지뉴 관중: 4,456 심판: 에르냔 카사미켈라 데니 세스페데스 |

| 2016년 8월 7일 11:35 | 브라질                         | 3-1 | 멕시코 | 경기장: 마라카낭지뉴 관중: 8,686 심판: 나스르 샤반 아르투로 디 지아코모 |
| 2016년 8월 7일 11:35 | ( 23-25, 25-19, 25-14, 25-18 ) |     |        | 경기장: 마라카낭지뉴 관중: 8,686 심판: 나스르 샤반 아르투로 디 지아코모 |
| 2016년 8월 7일 11:35 | 기록지 상세 통계               |     |        | 경기장: 마라카낭지뉴 관중: 8,686 심판: 나스르 샤반 아르투로 디 지아코모 |

| 2016년 8월 7일 17:05 | 미국                    | 0-3 | 캐나다 | 경기장: 마라카낭지뉴 관중: 6,875 심판: 안드레이 제노비치 모함마드 샤미리 |
| 2016년 8월 7일 17:05 | ( 23-25, 17-25, 23-25 ) |     |        | 경기장: 마라카낭지뉴 관중: 6,875 심판: 안드레이 제노비치 모함마드 샤미리 |
| 2016년 8월 7일 17:05 | 기록지 상세 통계        |     |        | 경기장: 마라카낭지뉴 관중: 6,875 심판: 안드레이 제노비치 모함마드 샤미리 |

| 2016년 8월 9일 11:35 | 프랑스                  | 3-0 | 멕시코 | 경기장: 마라카낭지뉴 관중: 6,625 심판: 쟝리우 타오우피크 부다야 |
| 2016년 8월 9일 11:35 | ( 25-18, 25-12, 25-22 ) |     |        | 경기장: 마라카낭지뉴 관중: 6,625 심판: 쟝리우 타오우피크 부다야 |
| 2016년 8월 9일 11:35 | 기록지 상세 통계        |     |        | 경기장: 마라카낭지뉴 관중: 6,625 심판: 쟝리우 타오우피크 부다야 |

| 2016년 8월 9일 15:00 | 이탈리아                       | 3-1 | 미국 | 경기장: 마라카낭지뉴 관중: 6,494 심판: 블라디미르 시모노비치 안드레이 제노비치 |
| 2016년 8월 9일 15:00 | ( 28-26, 20-25, 25-23, 25-23 ) |     |      | 경기장: 마라카낭지뉴 관중: 6,494 심판: 블라디미르 시모노비치 안드레이 제노비치 |
| 2016년 8월 9일 15:00 | 기록지 상세 통계               |     |      | 경기장: 마라카낭지뉴 관중: 6,494 심판: 블라디미르 시모노비치 안드레이 제노비치 |

| 2016년 8월 9일 22:35 | 브라질                         | 3-1 | 캐나다 | 경기장: 마라카낭지뉴 관중: 8,749 심판: 루이스 마시아스 피오트르 두데크 |
| 2016년 8월 9일 22:35 | ( 24-26, 25-18, 25-22, 25-17 ) |     |        | 경기장: 마라카낭지뉴 관중: 8,749 심판: 루이스 마시아스 피오트르 두데크 |
| 2016년 8월 9일 22:35 | 기록지 상세 통계               |     |        | 경기장: 마라카낭지뉴 관중: 8,749 심판: 루이스 마시아스 피오트르 두데크 |

| 2016년 8월 11일 17:05 | 캐나다                  | 0-3 | 프랑스 | 경기장: 마라카낭지뉴 관중: 6,498 심판: 안드레이 제노비치 나스르 샤반 |
| 2016년 8월 11일 17:05 | ( 19-25, 16-25, 19-25 ) |     |        | 경기장: 마라카낭지뉴 관중: 6,498 심판: 안드레이 제노비치 나스르 샤반 |
| 2016년 8월 11일 17:05 | 기록지 상세 통계        |     |        | 경기장: 마라카낭지뉴 관중: 6,498 심판: 안드레이 제노비치 나스르 샤반 |

| 2016년 8월 11일 20:30 | 이탈리아                | 3-0 | 멕시코 | 경기장: 마라카낭지뉴 관중: 5,472 심판: 아르투로 디 지아코모 피오트르 두데크 |
| 2016년 8월 11일 20:30 | ( 25-17, 25-13, 25-17 ) |     |        | 경기장: 마라카낭지뉴 관중: 5,472 심판: 아르투로 디 지아코모 피오트르 두데크 |
| 2016년 8월 11일 20:30 | 기록지 상세 통계        |     |        | 경기장: 마라카낭지뉴 관중: 5,472 심판: 아르투로 디 지아코모 피오트르 두데크 |

| 2016년 8월 11일 22:35 | 브라질                         | 1-3 | 미국 | 경기장: 마라카낭지뉴 관중: 8,779 심판: 쟝리우 블라디미르 시모노비치 |
| 2016년 8월 11일 22:35 | ( 20-25, 23-25, 25-20, 20-25 ) |     |      | 경기장: 마라카낭지뉴 관중: 8,779 심판: 쟝리우 블라디미르 시모노비치 |
| 2016년 8월 11일 22:35 | 기록지 상세 통계               |     |      | 경기장: 마라카낭지뉴 관중: 8,779 심판: 쟝리우 블라디미르 시모노비치 |

| 2016년 8월 13일 17:05 | 미국                           | 3-1 | 프랑스 | 경기장: 마라카낭지뉴 관중: 7,877 심판: 아르투로 디 지아코모 루이스 마시아스 |
| 2016년 8월 13일 17:05 | ( 25-22, 25-22, 14-25, 25-22 ) |     |        | 경기장: 마라카낭지뉴 관중: 7,877 심판: 아르투로 디 지아코모 루이스 마시아스 |
| 2016년 8월 13일 17:05 | 기록지 상세 통계               |     |        | 경기장: 마라카낭지뉴 관중: 7,877 심판: 아르투로 디 지아코모 루이스 마시아스 |

| 2016년 8월 13일 20:30 | 캐나다                  | 3-0 | 멕시코 | 경기장: 마라카낭지뉴 관중: 5,624 심판: 에르냔 카사미켈라 타오우피크 부다야 |
| 2016년 8월 13일 20:30 | ( 25-20, 25-13, 25-22 ) |     |        | 경기장: 마라카낭지뉴 관중: 5,624 심판: 에르냔 카사미켈라 타오우피크 부다야 |
| 2016년 8월 13일 20:30 | 기록지 상세 통계        |     |        | 경기장: 마라카낭지뉴 관중: 5,624 심판: 에르냔 카사미켈라 타오우피크 부다야 |

| 2016년 8월 13일 22:35 | 브라질                         | 1-3 | 이탈리아 | 경기장: 마라카낭지뉴 관중: 8,892 심판: 피오트르 두데크 나스르 샤반 |
| 2016년 8월 13일 22:35 | ( 25-23, 23-25, 22-25, 15-25 ) |     |          | 경기장: 마라카낭지뉴 관중: 8,892 심판: 피오트르 두데크 나스르 샤반 |
| 2016년 8월 13일 22:35 | 기록지 상세 통계               |     |          | 경기장: 마라카낭지뉴 관중: 8,892 심판: 피오트르 두데크 나스르 샤반 |

| 2016년 8월 15일 11:35 | 미국                    | 3-0 | 멕시코 | 경기장: 마라카낭지뉴 관중: 7,963 심판: 모함마드 샤미리 피오트르 두데크 |
| 2016년 8월 15일 11:35 | ( 25-23, 25-11, 25-19 ) |     |        | 경기장: 마라카낭지뉴 관중: 7,963 심판: 모함마드 샤미리 피오트르 두데크 |
| 2016년 8월 15일 11:35 | 기록지 상세 통계        |     |        | 경기장: 마라카낭지뉴 관중: 7,963 심판: 모함마드 샤미리 피오트르 두데크 |

| 2016년 8월 15일 20:30 | 이탈리아                       | 1-3 | 캐나다 | 경기장: 마라카낭지뉴 관중: 7,109 심판: 안드레이 제노비치 에르냔 카사미켈라 |
| 2016년 8월 15일 20:30 | ( 23-25, 17-25, 25-16, 21-25 ) |     |        | 경기장: 마라카낭지뉴 관중: 7,109 심판: 안드레이 제노비치 에르냔 카사미켈라 |
| 2016년 8월 15일 20:30 | 기록지 상세 통계               |     |        | 경기장: 마라카낭지뉴 관중: 7,109 심판: 안드레이 제노비치 에르냔 카사미켈라 |

| 2016년 8월 15일 22:35 | 브라질                         | 3-1 | 프랑스 | 경기장: 마라카낭지뉴 관중: 9,800 심판: 주라야 모크리 나스르 샤반 |
| 2016년 8월 15일 22:35 | ( 25-22, 22-25, 25-20, 25-23 ) |     |        | 경기장: 마라카낭지뉴 관중: 9,800 심판: 주라야 모크리 나스르 샤반 |
| 2016년 8월 15일 22:35 | 기록지 상세 통계               |     |        | 경기장: 마라카낭지뉴 관중: 9,800 심판: 주라야 모크리 나스르 샤반 |

### B조 순위 표
| 순위 | 팀         | 경기 | 승리 | 패배 | 승점 | 얻은 세트 | 잃은 세트 | 세트 득실 | 얻은 점수 | 잃은 점수 | 점수 득실 | 통과 |
| ---- | ---------- | ---- | ---- | ---- | ---- | --------- | --------- | --------- | --------- | --------- | --------- | ---- |
| 1    | 아르헨티나 | 5    | 4    | 1    | 12   | 12        | 4         | 3.000     | 394       | 335       | 1.176     | 8강  |
| 2    | 폴란드     | 5    | 4    | 1    | 12   | 14        | 5         | 2.800     | 447       | 389       | 1.149     | 8강  |
| 3    | 러시아     | 5    | 4    | 1    | 11   | 13        | 6         | 2.167     | 432       | 367       | 1.177     | 8강  |
| 4    | 이란       | 5    | 2    | 3    | 7    | 8         | 9         | 0.889     | 389       | 392       | 0.992     | 8강  |
| 5    | 이집트     | 5    | 1    | 4    | 3    | 3         | 12        | 0.250     | 286       | 362       | 0.790     |      |
| 6    | 쿠바       | 5    | 0    | 5    | 0    | 1         | 15        | 0.067     | 300       | 403       | 0.744     |      |

### B조 경기 일정
- (경기장: 브라질 리우데자네이루, 히나시우 두 마라카나지우. 시간은 브라질 현지 기준이며 한국 시간은 이보다 12시간 빠름.)[6]

| 2016년 8월 7일 15:00 | 폴란드                  | 3-0 | 이집트 | 경기장: 마라카낭지뉴 관중: 5,658 심판: 주라야 모크리 수사나 로드리게스 |
| 2016년 8월 7일 15:00 | ( 25-18, 25-20, 25-17 ) |     |        | 경기장: 마라카낭지뉴 관중: 5,658 심판: 주라야 모크리 수사나 로드리게스 |
| 2016년 8월 7일 15:00 | 기록지 상세 통계        |     |        | 경기장: 마라카낭지뉴 관중: 5,658 심판: 주라야 모크리 수사나 로드리게스 |

| 2016년 8월 7일 20:30 | 러시아                         | 3-1 | 쿠바 | 경기장: 마라카낭지뉴 관중: 6,287 심판: 블라디미르 시모노비치 로게리우 에스피칼스키 |
| 2016년 8월 7일 20:30 | ( 25-17, 25-19, 22-25, 25-18 ) |     |      | 경기장: 마라카낭지뉴 관중: 6,287 심판: 블라디미르 시모노비치 로게리우 에스피칼스키 |
| 2016년 8월 7일 20:30 | 기록지 상세 통계               |     |      | 경기장: 마라카낭지뉴 관중: 6,287 심판: 블라디미르 시모노비치 로게리우 에스피칼스키 |

| 2016년 8월 7일 22:35 | 아르헨티나              | 3-0 | 이란 | 경기장: 마라카낭지뉴 관중: 6,460 심판: 파브리치오 파스칼리 쟝리우 |
| 2016년 8월 7일 22:35 | ( 25-23, 26-24, 25-18 ) |     |      | 경기장: 마라카낭지뉴 관중: 6,460 심판: 파브리치오 파스칼리 쟝리우 |
| 2016년 8월 7일 22:35 | 기록지 상세 통계        |     |      | 경기장: 마라카낭지뉴 관중: 6,460 심판: 파브리치오 파스칼리 쟝리우 |

| 2016년 8월 9일 09:30 | 러시아                         | 1-3 | 아르헨티나 | 경기장: 마라카낭지뉴 관중: 5,743 심판: 아르투로 디 지아코모 하이케 크라프트 |
| 2016년 8월 9일 09:30 | ( 18-25, 25-18, 18-25, 21-25 ) |     |            | 경기장: 마라카낭지뉴 관중: 5,743 심판: 아르투로 디 지아코모 하이케 크라프트 |
| 2016년 8월 9일 09:30 | 기록지 상세 통계               |     |            | 경기장: 마라카낭지뉴 관중: 5,743 심판: 아르투로 디 지아코모 하이케 크라프트 |

| 2016년 8월 9일 17:05 | 폴란드                                | 3-2 | 이란 | 경기장: 마라카낭지뉴 관중: 7,227 심판: 파울루 투르시 수사나 로드리게스 |
| 2016년 8월 9일 17:05 | ( 25-17, 25-23, 23-25, 20-25, 18-16 ) |     |      | 경기장: 마라카낭지뉴 관중: 7,227 심판: 파울루 투르시 수사나 로드리게스 |
| 2016년 8월 9일 17:05 | 기록지 상세 통계                      |     |      | 경기장: 마라카낭지뉴 관중: 7,227 심판: 파울루 투르시 수사나 로드리게스 |

| 2016년 8월 9일 20:30 | 쿠바                    | 0-3 | 이집트 | 경기장: 마라카낭지뉴 관중: 5,016 심판: 로게리우 에스피칼스키 데니 세스페데스 |
| 2016년 8월 9일 20:30 | ( 22-25, 15-25, 22-25 ) |     |        | 경기장: 마라카낭지뉴 관중: 5,016 심판: 로게리우 에스피칼스키 데니 세스페데스 |
| 2016년 8월 9일 20:30 | 기록지 상세 통계        |     |        | 경기장: 마라카낭지뉴 관중: 5,016 심판: 로게리우 에스피칼스키 데니 세스페데스 |

| 2016년 8월 11일 09:30 | 이란                    | 3-0 | 쿠바 | 경기장: 마라카낭지뉴 관중: 6,625 심판: 파브리치오 파스칼리 주라야 모크리 |
| 2016년 8월 11일 09:30 | ( 25-21, 31-29, 25-16 ) |     |      | 경기장: 마라카낭지뉴 관중: 6,625 심판: 파브리치오 파스칼리 주라야 모크리 |
| 2016년 8월 11일 09:30 | 기록지 상세 통계        |     |      | 경기장: 마라카낭지뉴 관중: 6,625 심판: 파브리치오 파스칼리 주라야 모크리 |

| 2016년 8월 11일 11:35 | 러시아                 | 3-0 | 이집트 | 경기장: 마라카낭지뉴 관중: 6,665 심판: 파울루 투르시 이브라힘 알나마 |
| 2016년 8월 11일 11:35 | ( 25-11, 25-17, 25-9 ) |     |        | 경기장: 마라카낭지뉴 관중: 6,665 심판: 파울루 투르시 이브라힘 알나마 |
| 2016년 8월 11일 11:35 | 기록지 상세 통계       |     |        | 경기장: 마라카낭지뉴 관중: 6,665 심판: 파울루 투르시 이브라힘 알나마 |

| 2016년 8월 11일 15:00 | 폴란드                  | 3-0 | 아르헨티나 | 경기장: 마라카낭지뉴 관중: 6,972 심판: 데니 세스페데스 로게리우 에스피칼스키 |
| 2016년 8월 11일 15:00 | ( 25-21, 25-19, 37-35 ) |     |            | 경기장: 마라카낭지뉴 관중: 6,972 심판: 데니 세스페데스 로게리우 에스피칼스키 |
| 2016년 8월 11일 15:00 | 기록지 상세 통계        |     |            | 경기장: 마라카낭지뉴 관중: 6,972 심판: 데니 세스페데스 로게리우 에스피칼스키 |

| 2016년 8월 13일 09:30 | 이란                    | 3-0 | 이집트 | 경기장: 마라카낭지뉴 관중: 6,262 심판: 안드레이 제노비치 로게리우 에스피칼스키 |
| 2016년 8월 13일 09:30 | ( 28-26, 25-22, 25-16 ) |     |        | 경기장: 마라카낭지뉴 관중: 6,262 심판: 안드레이 제노비치 로게리우 에스피칼스키 |
| 2016년 8월 13일 09:30 | 기록지 상세 통계        |     |        | 경기장: 마라카낭지뉴 관중: 6,262 심판: 안드레이 제노비치 로게리우 에스피칼스키 |

| 2016년 8월 13일 11:35 | 아르헨티나              | 3-0 | 쿠바 | 경기장: 마라카낭지뉴 관중: 7,428 심판: 파울루 투르시 블라디미르 시모노비치 |
| 2016년 8월 13일 11:35 | ( 25-16, 25-14, 25-16 ) |     |      | 경기장: 마라카낭지뉴 관중: 7,428 심판: 파울루 투르시 블라디미르 시모노비치 |
| 2016년 8월 13일 11:35 | 기록지 상세 통계        |     |      | 경기장: 마라카낭지뉴 관중: 7,428 심판: 파울루 투르시 블라디미르 시모노비치 |

| 2016년 8월 13일 15:00 | 폴란드                                | 2-3 | 러시아 | 경기장: 마라카낭지뉴 관중: 7,239 심판: 파브리치오 파스칼리 주라야 모크리 |
| 2016년 8월 13일 15:00 | ( 18-25, 25-16, 18-25, 25-22, 13-15 ) |     |        | 경기장: 마라카낭지뉴 관중: 7,239 심판: 파브리치오 파스칼리 주라야 모크리 |
| 2016년 8월 13일 15:00 | 기록지 상세 통계                      |     |        | 경기장: 마라카낭지뉴 관중: 7,239 심판: 파브리치오 파스칼리 주라야 모크리 |

| 2016년 8월 15일 09:30 | 아르헨티나              | 3-0 | 이집트 | 경기장: 마라카낭지뉴 관중: 8,175 심판: 루이스 마시아스 아르투로 디 지아코모 |
| 2016년 8월 15일 09:30 | ( 25-16, 25-19, 25-20 ) |     |        | 경기장: 마라카낭지뉴 관중: 8,175 심판: 루이스 마시아스 아르투로 디 지아코모 |
| 2016년 8월 15일 09:30 | 기록지 상세 통계        |     |        | 경기장: 마라카낭지뉴 관중: 8,175 심판: 루이스 마시아스 아르투로 디 지아코모 |

| 2016년 8월 15일 15:00 | 러시아                  | 3-0 | 이란 | 경기장: 마라카낭지뉴 관중: 7,387 심판: 쟝리우 파브리치오 파스칼리 |
| 2016년 8월 15일 15:00 | ( 25-23, 25-16, 25-20 ) |     |      | 경기장: 마라카낭지뉴 관중: 7,387 심판: 쟝리우 파브리치오 파스칼리 |
| 2016년 8월 15일 15:00 | 기록지 상세 통계        |     |      | 경기장: 마라카낭지뉴 관중: 7,387 심판: 쟝리우 파브리치오 파스칼리 |

| 2016년 8월 15일 17:05 | 폴란드                  | 3-0 | 쿠바 | 경기장: 마라카낭지뉴 관중: 8,175 심판: 블라디미르 시모노비치 이브라힘 알나마 |
| 2016년 8월 15일 17:05 | ( 25-18, 25-15, 25-17 ) |     |      | 경기장: 마라카낭지뉴 관중: 8,175 심판: 블라디미르 시모노비치 이브라힘 알나마 |
| 2016년 8월 15일 17:05 | 기록지 상세 통계        |     |      | 경기장: 마라카낭지뉴 관중: 8,175 심판: 블라디미르 시모노비치 이브라힘 알나마 |

## 8강 토너먼트

### 대진표
|  | 8강전         | 8강전   |          |   | 4강전   | 4강전   |  |  | 결승전 | 결승전 |
|  |               |         |          |   |         |         |  |  |        |        |
|  | 8월17일 18:00 |         |          |   |         |         |  |  |        |        |
|  |               |         |          |   |         |         |  |  |        |        |
|  | A1 이탈리아   | 3       |          |   |         |         |  |  |        |        |
|  | A1 이탈리아   | 3       | 8월19일  |   |         |         |  |  |        |        |
|  | B4 이란       | 0       |          |   |         |         |  |  |        |        |
|  | B4 이란       | 0       | 이탈리아 | 3 |         |         |  |  |        |        |
|  | 8월17일 14:00 |         | 이탈리아 | 3 |         |         |  |  |        |        |
|  |               | 미국    | 2        |   |         |         |  |  |        |        |
|  | A3 미국       | 미국    | 2        | 3 |         |         |  |  |        |        |
|  | A3 미국       |         | 8월21일  | 3 |         |         |  |  |        |        |
|  | B2 폴란드     | 0       |          |   |         |         |  |  |        |        |
|  | B2 폴란드     | 0       | 이탈리아 | 0 |         |         |  |  |        |        |
|  | 8월17일 10:00 |         | 이탈리아 | 0 |         |         |  |  |        |        |
|  |               | 브라질  | 3        |   |         |         |  |  |        |        |
|  | A2 캐나다     | 브라질  | 3        | 0 |         |         |  |  |        |        |
|  | A2 캐나다     | 8월19일 |          | 0 |         |         |  |  |        |        |
|  | B3 러시아     | 3       |          |   |         |         |  |  |        |        |
|  | B3 러시아     | 3       | 러시아   | 0 |         |         |  |  |        |        |
|  | 8월17일 22:15 |         | 러시아   | 0 |         |         |  |  |        |        |
|  |               | 브라질  | 3        |   | 3·4위전 | 3·4위전 |  |  |        |        |
|  | A4 브라질     | 브라질  | 3        | 3 | 3·4위전 | 3·4위전 |  |  |        |        |
|  | A4 브라질     |         | 8월21일  | 3 |         |         |  |  |        |        |
|  | B1 아르헨티나 | 1       |          |   |         |         |  |  |        |        |
|  | B1 아르헨티나 | 1       | 미국     | 3 |         |         |  |  |        |        |
|  |               |         |          |   |         |         |  |  |        |        |
|  | 러시아        | 2       |          |   |         |         |  |  |        |        |
|  | 러시아        | 2       |          |   |         |         |  |  |        |        |

### 8강전
- (경기장: 브라질 리우데자네이루, 히나시우 두 마라카나지우. 시간은 브라질 현지 기준이며 한국 시간은 이보다 12시간 빠름.)[6]

| 2016년 8월 17일 10:00 | 캐나다                  | 0-3 | 러시아 | 경기장: 마라카낭지뉴 관중: 6,291 심판: 아르투로 디 지아코모 모함마드 샤미리 |
| 2016년 8월 17일 10:00 | ( 15-25, 20-25, 18-25 ) |     |        | 경기장: 마라카낭지뉴 관중: 6,291 심판: 아르투로 디 지아코모 모함마드 샤미리 |
| 2016년 8월 17일 10:00 | 기록지 상세 통계        |     |        | 경기장: 마라카낭지뉴 관중: 6,291 심판: 아르투로 디 지아코모 모함마드 샤미리 |

| 2016년 8월 17일 14:00 | 미국                    | 3-0 | 폴란드 | 경기장: 마라카낭지뉴 관중: 8,278 심판: 파브리치오 파스칼리 안드레이 제노비치 |
| 2016년 8월 17일 14:00 | ( 25-23, 25-22, 25-20 ) |     |        | 경기장: 마라카낭지뉴 관중: 8,278 심판: 파브리치오 파스칼리 안드레이 제노비치 |
| 2016년 8월 17일 14:00 | 기록지 상세 통계        |     |        | 경기장: 마라카낭지뉴 관중: 8,278 심판: 파브리치오 파스칼리 안드레이 제노비치 |

| 2016년 8월 17일 18:00 | 이탈리아                | 3-0 | 이란 | 경기장: 마라카낭지뉴 관중: 7,213 심판: 데니 세스페데스 주라야 모크리 |
| 2016년 8월 17일 18:00 | ( 31-29, 25-19, 25-17 ) |     |      | 경기장: 마라카낭지뉴 관중: 7,213 심판: 데니 세스페데스 주라야 모크리 |
| 2016년 8월 17일 18:00 | 기록지 상세 통계        |     |      | 경기장: 마라카낭지뉴 관중: 7,213 심판: 데니 세스페데스 주라야 모크리 |

| 2016년 8월 17일 22:15 | 브라질                         | 3-1 | 아르헨티나 | 경기장: 마라카낭지뉴 관중: 9,498 심판: 블라디미르 시모노비치 피오트르 두데크 |
| 2016년 8월 17일 22:15 | ( 25-22, 17-25, 25-19, 25-23 ) |     |            | 경기장: 마라카낭지뉴 관중: 9,498 심판: 블라디미르 시모노비치 피오트르 두데크 |
| 2016년 8월 17일 22:15 | 기록지 상세 통계               |     |            | 경기장: 마라카낭지뉴 관중: 9,498 심판: 블라디미르 시모노비치 피오트르 두데크 |

### 4강전
| 2016년 8월 19일 13:00 | 이탈리아                            | 3-2 | 미국 | 경기장: 마라카낭지뉴 관중: 8,153 심판: 아르투로 디 지아코모 에르냔 카사미켈라 |
| 2016년 8월 19일 13:00 | ( 30-28, 26-28, 9-25, 25-22, 15-9 ) |     |      | 경기장: 마라카낭지뉴 관중: 8,153 심판: 아르투로 디 지아코모 에르냔 카사미켈라 |
| 2016년 8월 19일 13:00 | 기록지 상세 통계                    |     |      | 경기장: 마라카낭지뉴 관중: 8,153 심판: 아르투로 디 지아코모 에르냔 카사미켈라 |

| 2016년 8월 19일 22:15 | 러시아                  | 0-3 | 브라질 | 경기장: 마라카낭지뉴 관중: 9,784 심판: 주라야 모크리 블라디미르 시모노비치 |
| 2016년 8월 19일 22:15 | ( 21-25, 20-25, 17-25 ) |     |        | 경기장: 마라카낭지뉴 관중: 9,784 심판: 주라야 모크리 블라디미르 시모노비치 |
| 2016년 8월 19일 22:15 | 기록지 상세 통계        |     |        | 경기장: 마라카낭지뉴 관중: 9,784 심판: 주라야 모크리 블라디미르 시모노비치 |

### 동메달 결정전
| 2016년 8월 21일 09:30 | 미국                                  | 3-2 | 러시아 | 경기장: 마라카낭지뉴 관중: 6,976 심판: 파브리치오 파스칼리 쟝리우 |
| 2016년 8월 21일 09:30 | ( 23-25, 21-25, 25-19, 25-19, 15-13 ) |     |        | 경기장: 마라카낭지뉴 관중: 6,976 심판: 파브리치오 파스칼리 쟝리우 |
| 2016년 8월 21일 09:30 | 기록지 상세 통계                      |     |        | 경기장: 마라카낭지뉴 관중: 6,976 심판: 파브리치오 파스칼리 쟝리우 |

### 결승전
| 2016년 8월 21일 13:15 | 이탈리아                | 0-3 | 브라질 | 경기장: 마라카낭지뉴 관중: 9,824 심판: 안드레이 제노비치 데니 세스페데스 |
| 2016년 8월 21일 13:15 | ( 22-25, 26-28, 24-26 ) |     |        | 경기장: 마라카낭지뉴 관중: 9,824 심판: 안드레이 제노비치 데니 세스페데스 |
| 2016년 8월 21일 13:15 | 기록지 상세 통계        |     |        | 경기장: 마라카낭지뉴 관중: 9,824 심판: 안드레이 제노비치 데니 세스페데스 |

## 본선 심판
국제 배구 연맹이 선정한 심판 20명이 이번 올림픽 본선 경기 진행을 맡았다.
- 에르냔 카사미켈라(Hernán Casamiquela)
- 아르투로 디 지아코모(Arturo Di Giacomo)
- 로게리우 에스피칼스키(Rogerio Espicalsky)
- 파울루 투르시(Paulo Turci)
- 쟝리우(Liu Jiang)
- 데니 세스페데스(Denny Cespedes)
- 나스르 샤반(Nasr Shaaban)
- 하이케 크라프트(Heike Kraft)
- 모함마드 샤미리(Mohammad Shahmiri)
- 파브리치오 파스칼리(Fabrizio Pasquali)
- 루이스 마시아스(Luis Macias)
- 피오트르 두데크(Piotr Dudek)
- 이브라힘 알나마(Ibrahim Al-Naama)
- 안드레이 제노비치(Andrey Zenovich)
- 블라디미르 시모노비치(Vladimir Simonović)
- 주라야 모크리(Juraj Mokrý)
- 강주희
- 수사나 로드리게스(Susana Rodríguez)
- 타오우피크 부다야(Taoufik Boudaya)
- 패트리시아 롤프(Patricia Rolf)